# IntraWeb
IntraWeb — товарный знак программного обеспечения компании Atozed Software, реализующий технологию быстрой разработки приложений с помощью библиотеки компонентов IW для Интернет и мобильных приложений на языке Delphi/C++, также существуют версии для других языков программирования, таких как Java, C++ Builder и Delphi for .net.

Демонстрация внешнего вида компонентов (IW Standard) на палитре компонентов

## Описание
Библиотека компонентов IntraWeb (также известная как VCL для Web) может быть установлена и использована в системах разработки Delphi версий 7.0 — 2009 и C++ Builder.
Главное отличие от стандартной библиотеки VCL заключатся в том, что она предназначена исключительно для пользовательских интерфейсов Web. Так же, как и другие библиотеки VCL или CLX, библиотека IW имеет схожую структуру и метод программирования, но добавляет для компонентов и модулей уникальную приставка IW, к примеру, Button — IWButton или Forms — IWAppForm.
IntraWeb 5.0 впервые появилась на рынке программного обеспечения в составе дистрибутива Borland Delphi 7.0 с разрешения Atozed Software.
IntraWeb, как средство RAD, направлена на сокращение труда и экономии времени разработчиков прикладных программ. Основной особенностью библиотеки компонентов является перенос в область Web-разработки тех же технологий и навыков, которые использовались в Delphi или C++ Builder программистами для создания обычных настольных приложений. Таким образом, не требуется большого количества времени, чтобы её освоить и быстро приступить к созданию полноценных приложений.

## Клиентская часть IntraWeb-приложения
Готовое IntraWeb-приложение доступно клиентам как обычная Web-страница, загруженная в обозреватель Internet Explorer, Mozilla Firefox или Netscape Navigator.

## Серверная часть IntraWeb-приложения

Пример веб-приложения запущенного в Internet Explorer

Серверная часть IntraWeb-приложения может быть реализована как:
- сервис операционной системы
- Windows-приложение
- расширение функциональности IIS (ISAPI-расширение)

Во всех вариантах реализации IntraWeb-сервер поддерживает:
- SSL
- хранение состояния с идентификатором сессии
- средства аутентификации пользователя
- средства для работы с JavaScript-кодом